# Kärtnerische Zeitschrift
Kärtnerische Zeitschrift (slovensko Koroški časopis) je bil znanstveno-zgodovinski časopis v nemškem jeziku, ki je med letoma 1818 - 1835 izhajal v Celovcu. Ustanovila sta ga Martin Mayer in Johann Kumpf. Obravnaval naj bi znanstvena vprašanja, osnovno poslanstvo pa je bilo seznanjati bralce s koroško zgodovino in domoznanstvom.
Kakor že pri časopisu Carinthia je tudi tukaj sodeloval pisatelj, zgodovinar in narodoslovec Urban Jarnik.